# Chiesa di San Giovanni Battista (Castiglion Fibocchi)
La chiesa di San Giovanni Battista è un luogo di culto cattolico che si trova in località Gello Biscardo, a Castiglion Fibocchi.
Ricordata nel XIV secolo tra le suffraganee della pieve di San Quirico Sopr'Arno, forse sorge sul sito del castello di Gello Biscardo, antico possesso della potente famiglia magnatizia aretina degli Ubertini. L'edificio, ad una sola navata con altari in stucco tardo-settecenteschi, fu quasi del tutto ricostruito nel XIX secolo. Presenta il tipico aspetto delle chiesette rurali a capanna con campaniletto a vela a tre fornici.